# Jonas A. Hughston
Jonas Abbott Hughston (* 1808 in Sidney, New York; † 10. November 1862 in Shanghai, China) war ein US-amerikanischer Jurist und Politiker. Zwischen 1855 und 1857 vertrat er den Bundesstaat New York im US-Repräsentantenhaus.

## Werdegang
Jonas Abbott Hughston wurde ungefähr vier Jahre vor dem Ausbruch des Britisch-Amerikanischen Krieges in Sidney im Delaware County geboren. Er schloss seine Vorstudien ab. Dann studierte er Jura. Seine Zulassung als Anwalt erhielt er 1839 und begann dann in Delhi zu praktizieren an. Zwischen 1842 und 1845 war er Bezirksstaatsanwalt im Delaware County. Danach ging er wieder seiner Tätigkeit als Anwalt nach.
Bei den Kongresswahlen des Jahres 1854 für den 34. Kongress wurde Hughston für die Opposition Party im 19. Wahlbezirk von New York in das US-Repräsentantenhaus in Washington, D.C. gewählt, wo er am 4. März 1855 die Nachfolge von George W. Chase antrat. Er schied nach dem 3. März 1857 aus dem Kongress aus.
Präsident Abraham Lincoln ernannte ihn am 26. März 1862 zum Marshal am Consular Court in Shanghai – eine Stellung, die er dort bis zu seinem Tod am 10. November 1862 innehatte. Sein Leichnam wurde auf dem Poo-ting Cemetery beigesetzt.